# Saint-Maurice-d'Ardèche
Pour les articles homonymes, voir Saint-Maurice et Ardèche.
Saint-Maurice-d'Ardèche est une commune française située dans le département de l'Ardèche, en région Auvergne-Rhône-Alpes.
Ses habitants sont appelés les Saint-Mauriçois.

## Géographie

### Situation et description
Ce village à l'aspect essentiellement rural, est situé à égale distance d'Aubenas et de Ruoms.

### Communes limitrophes
Saint-Maurice-d'Ardèche est limitrophe de cinq communes, toutes situées dans le département de l'Ardèche et réparties géographiquement de la manière suivante :

### Climat
Pour des articles plus généraux, voir Climat d'Auvergne-Rhône-Alpes et Climat de l'Ardèche.
En 2010, le climat de la commune est de type climat méditerranéen altéré, selon une étude du CNRS s'appuyant sur une série de données couvrant la période 1971-2000. En 2020, Météo-France publie une typologie des climats de la France métropolitaine dans laquelle la commune est exposée à un climat de montagne ou de marges de montagne et est dans la région climatique  Provence, Languedoc-Roussillon, caractérisée par une pluviométrie faible en été, un très bon ensoleillement (2 600 h/an), un été chaud (21,5 °C), un air très sec en été, sec en toutes saisons, des vents forts (fréquence de 40 à 50 % de vents > 5 m/s) et peu de brouillards. 
Pour la période 1971-2000, la température annuelle moyenne est de 12,9 °C, avec une amplitude thermique annuelle de 17,5 °C. Le cumul annuel moyen de précipitations est de 1 018 mm, avec 6,9 jours de précipitations en janvier et 4,2 jours en juillet. Pour la période 1991-2020, la température moyenne annuelle observée sur la station météorologique de Météo-France la plus proche, « Lanas Syn », sur la commune de Lanas à 1 km à vol d'oiseau, est de 13,7 °C et le cumul annuel moyen de précipitations est de 1 066,6 mm,. Pour l'avenir, les paramètres climatiques de la commune estimés pour 2050 selon différents scénarios d'émission de gaz à effet de serre sont consultables sur un site dédié publié par Météo-France en novembre 2022.

### Hydrographie
L'Auzon traverse le territoire communal depuis sa source dans le plateau du Coiron avant de rejoindre l’Ardèche (rive gauche) à Vogüé selon un axe nord sud.

## Urbanisme

### Typologie
Au 1er janvier 2024, Saint-Maurice-d'Ardèche est catégorisée commune rurale à habitat dispersé, selon la nouvelle grille communale de densité à 7 niveaux définie par l'Insee en 2022.
Elle est située hors unité urbaine. Par ailleurs la commune fait partie de l'aire d'attraction d'Aubenas, dont elle est une commune de la couronne,. Cette aire, qui regroupe 68 communes, est catégorisée dans les aires de 50 000 à moins de 200 000 habitants,.

### Occupation des sols
L'occupation des sols de la commune, telle qu'elle ressort de la base de données européenne d’occupation biophysique des sols Corine Land Cover (CLC), est marquée par l'importance des territoires agricoles (52,8 % en 2018), en diminution par rapport à 1990 (56,3 %). La répartition détaillée en 2018 est la suivante : 
zones agricoles hétérogènes (32,5 %), milieux à végétation arbustive et/ou herbacée (29 %), cultures permanentes (20,4 %), zones urbanisées (10,9 %), forêts (7,2 %).
L'évolution de l’occupation des sols de la commune et de ses infrastructures peut être observée sur les différentes représentations cartographiques du territoire : la carte de Cassini (XVIIIe siècle), la carte d'état-major (1820-1866) et les cartes ou photos aériennes de l'IGN pour la période actuelle (1950 à aujourd'hui).

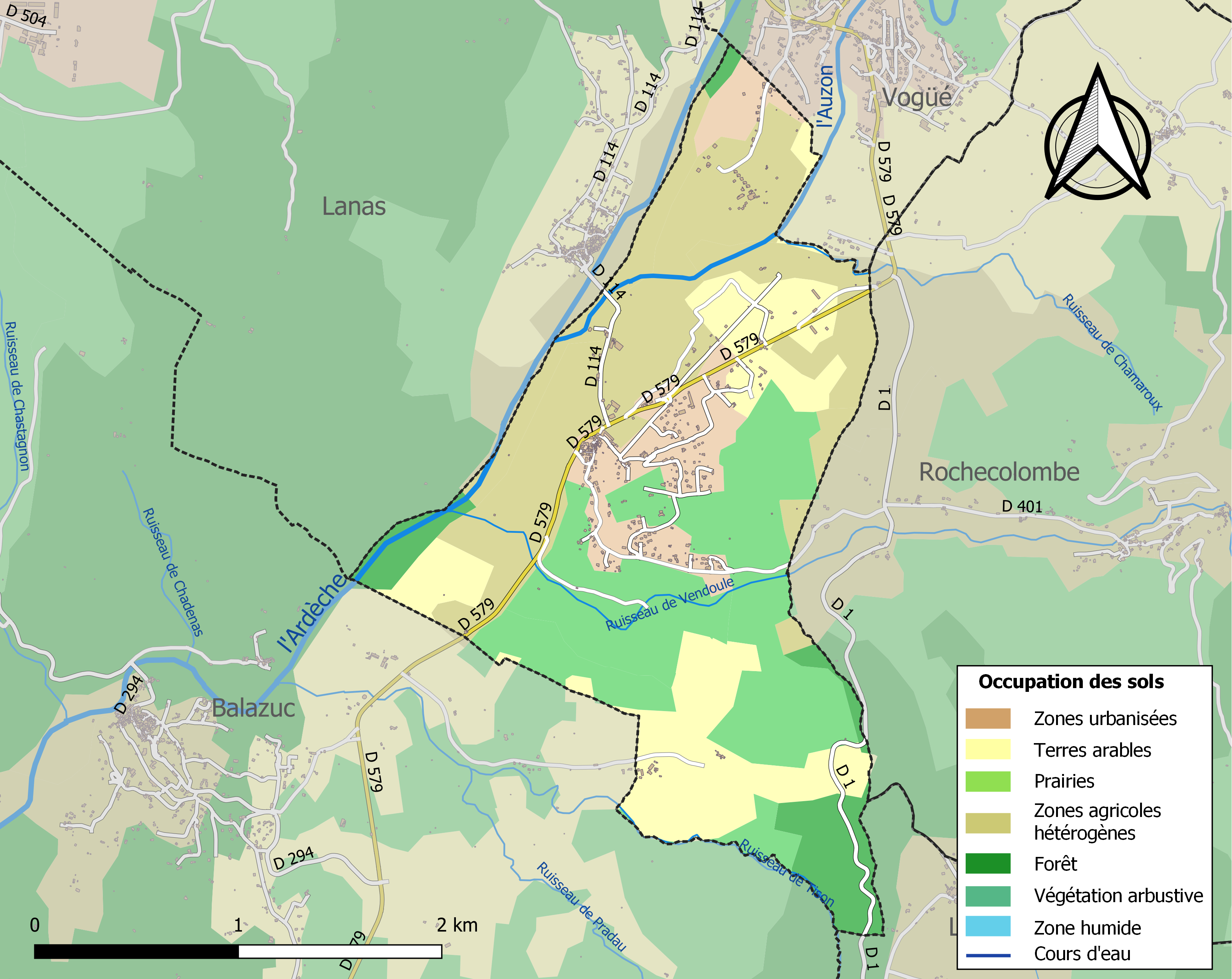
Carte des infrastructures et de l'occupation des sols de la commune en 2018 (CLC).

### Risques naturels

#### Risques sismiques
La totalité du territoire de la commune de Saint-Maurice d'Ardèche est situé en zone de sismicité no 3 (sur une échelle de 1 à 5), comme la plupart des communes situées dans la vallée du Rhône et la Basse Ardèche, mais en limite orientale de la zone no 2 qui correspond au plateau ardéchois.
| Type de zone | Niveau            | Définitions (bâtiment à risque normal) |
| ------------ | ----------------- | -------------------------------------- |
| Zone 3       | Sismicité modérée | accélération = 1,1 m/s2                |

## Histoire
L'ancien nom du village était Saint Maurice de Terlin.[réf. nécessaire]

## Politique et administration

### Liste des maires
| Période                                  | Période                   | Identité                | Étiquette | Qualité                          |
| ---------------------------------------- | ------------------------- | ----------------------- | --------- | -------------------------------- |
| Les données manquantes sont à compléter. |                           |                         |           |                                  |
| octobre 1947                             | mars 1959                 | Jean Lauriol            |           |                                  |
| mars 1959                                | mars 1965                 | Jean Jacob              |           |                                  |
| mars 1965                                | juin 1995                 | Paul Alzas              |           | Exploitant agricole              |
| juin 1995                                | En cours (au 6 août 2020) | Jean-Claude Bacconnier, | DVG       | Retraité de la fonction publique |

## Population et société

### Démographie
L'évolution du nombre d'habitants est connue à travers les recensements de la population effectués dans la commune depuis 1793. Pour les communes de moins de 10 000 habitants, une enquête de recensement portant sur toute la population est réalisée tous les cinq ans, les populations de référence des années intermédiaires étant quant à elles estimées par interpolation ou extrapolation. Pour la commune, le premier recensement exhaustif entrant dans le cadre du nouveau dispositif a été réalisé en 2006.

En 2022, la commune comptait 373 habitants, en évolution de +22,7 % par rapport à 2016 (Ardèche : +2,48 %, France hors Mayotte : +2,11 %).
| 1793 | 1800 | 1806 | 1821 | 1831 | 1836 | 1841 | 1846 | 1851 |
| ---- | ---- | ---- | ---- | ---- | ---- | ---- | ---- | ---- |
| 520  | 499  | 530  | 547  | 695  | 760  | 749  | 307  | 304  |

| 1856 | 1861 | 1866 | 1872 | 1876 | 1881 | 1886 | 1891 | 1896 |
| ---- | ---- | ---- | ---- | ---- | ---- | ---- | ---- | ---- |
| 307  | 308  | 300  | 281  | 283  | 247  | 221  | 260  | 255  |

| 1901 | 1906 | 1911 | 1921 | 1926 | 1931 | 1936 | 1946 | 1954 |
| ---- | ---- | ---- | ---- | ---- | ---- | ---- | ---- | ---- |
| 221  | 218  | 214  | 211  | 201  | 183  | 165  | 188  | 172  |

| 1962 | 1968 | 1975 | 1982 | 1990 | 1999 | 2006 | 2011 | 2016 |
| ---- | ---- | ---- | ---- | ---- | ---- | ---- | ---- | ---- |
| 177  | 170  | 167  | 206  | 214  | 241  | 293  | 332  | 304  |

| 2021 | 2022 | - | - | - | - | - | - | - |
| ---- | ---- | - | - | - | - | - | - | - |
| 353  | 373  | - | - | - | - | - | - | - |

### Enseignement
Saint-Maurice-d'Ardèche dépend de l'académie de Grenoble ; l'école de la commune faite partie du regroupement pédagogique « Volamau » des communes alentour : Vogüé, Lanas et Saint-Maurice-d'Ardèche.

### Médias
La commune est située dans la zone de distribution de deux organes de la presse écrite :
- L'Hebdo de l'Ardèche

Il s'agit d'un journal hebdomadaire français basé à Valence et couvrant l'actualité de tout le département de l'Ardèche.
- Le Dauphiné libéré

Il s'agit d'un journal quotidien de la presse écrite française régionale distribué dans la plupart des départements de l'ancienne région Rhône-Alpes, notamment l'Ardèche. La commune est située dans la zone d'édition d'Aubenas.

### Cultes
L'église (propriété de la commune) et la communauté catholique de Saint-Maurice-d'Ibie sont rattachées à la paroisse catholique de « Sainte Marie de Berg et Coiron », elle même rattachée au diocèse de Viviers.

## Culture et patrimoine

### Lieux et monuments

Monuments
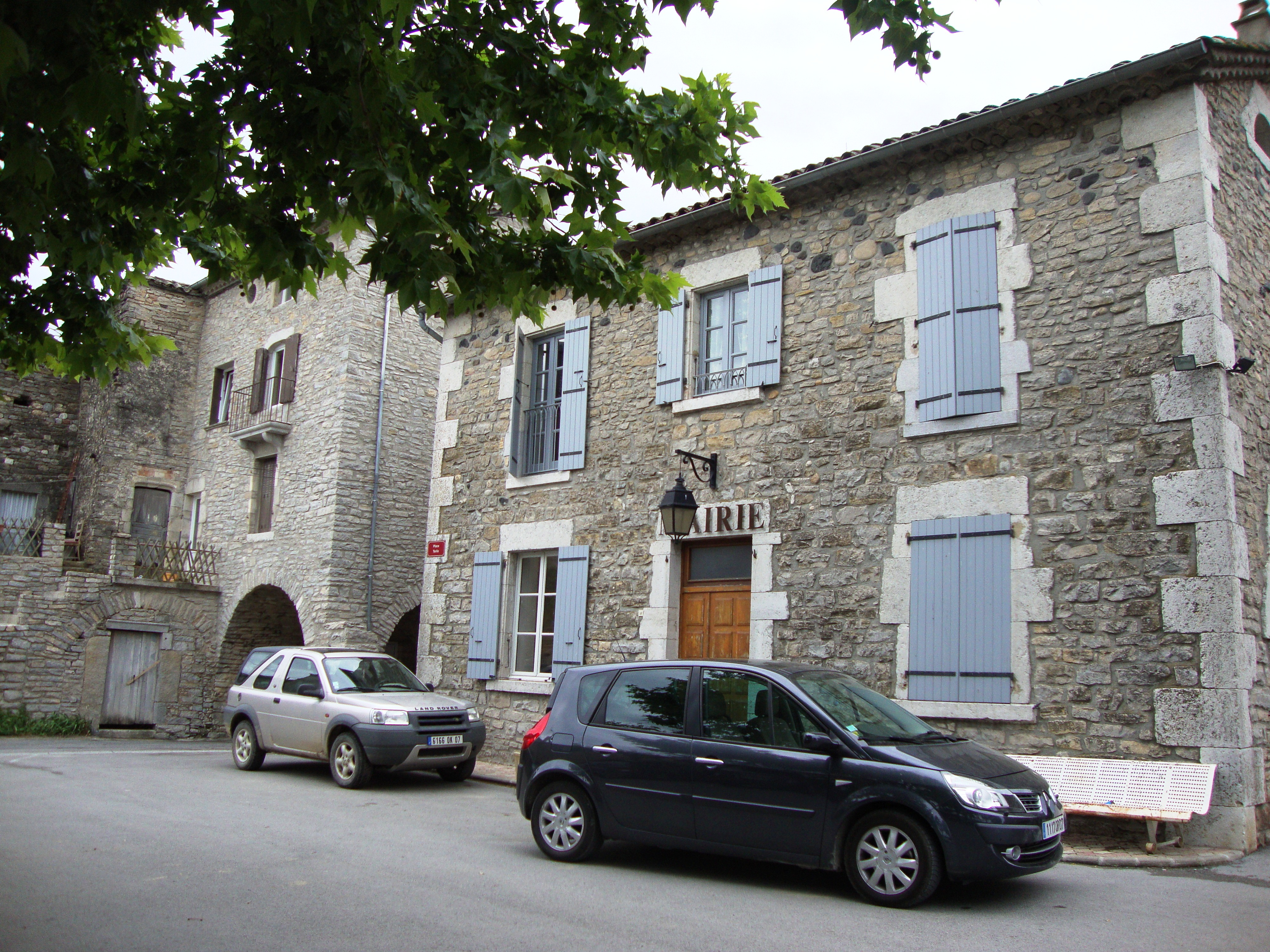
Mairie.
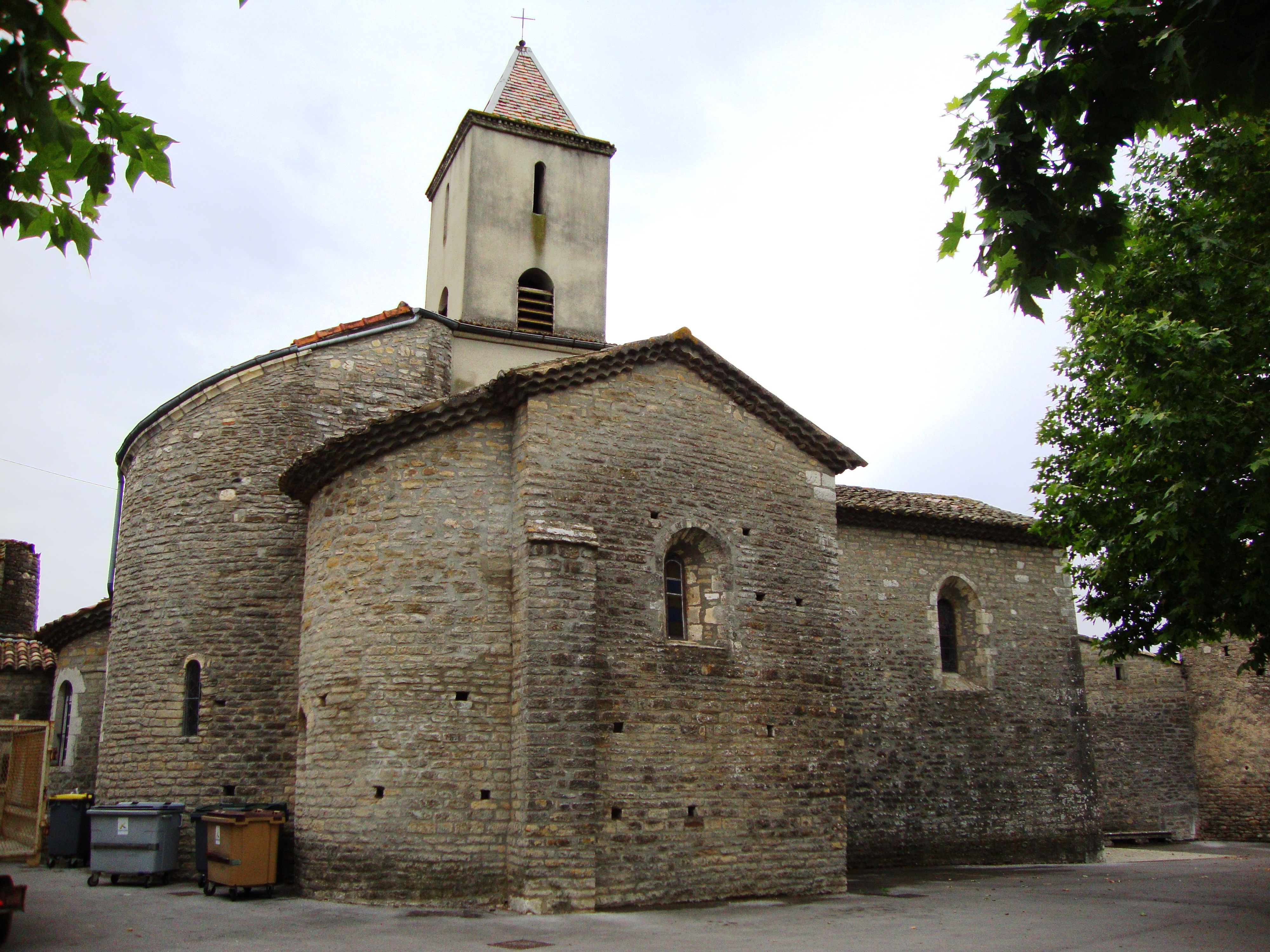
Église.
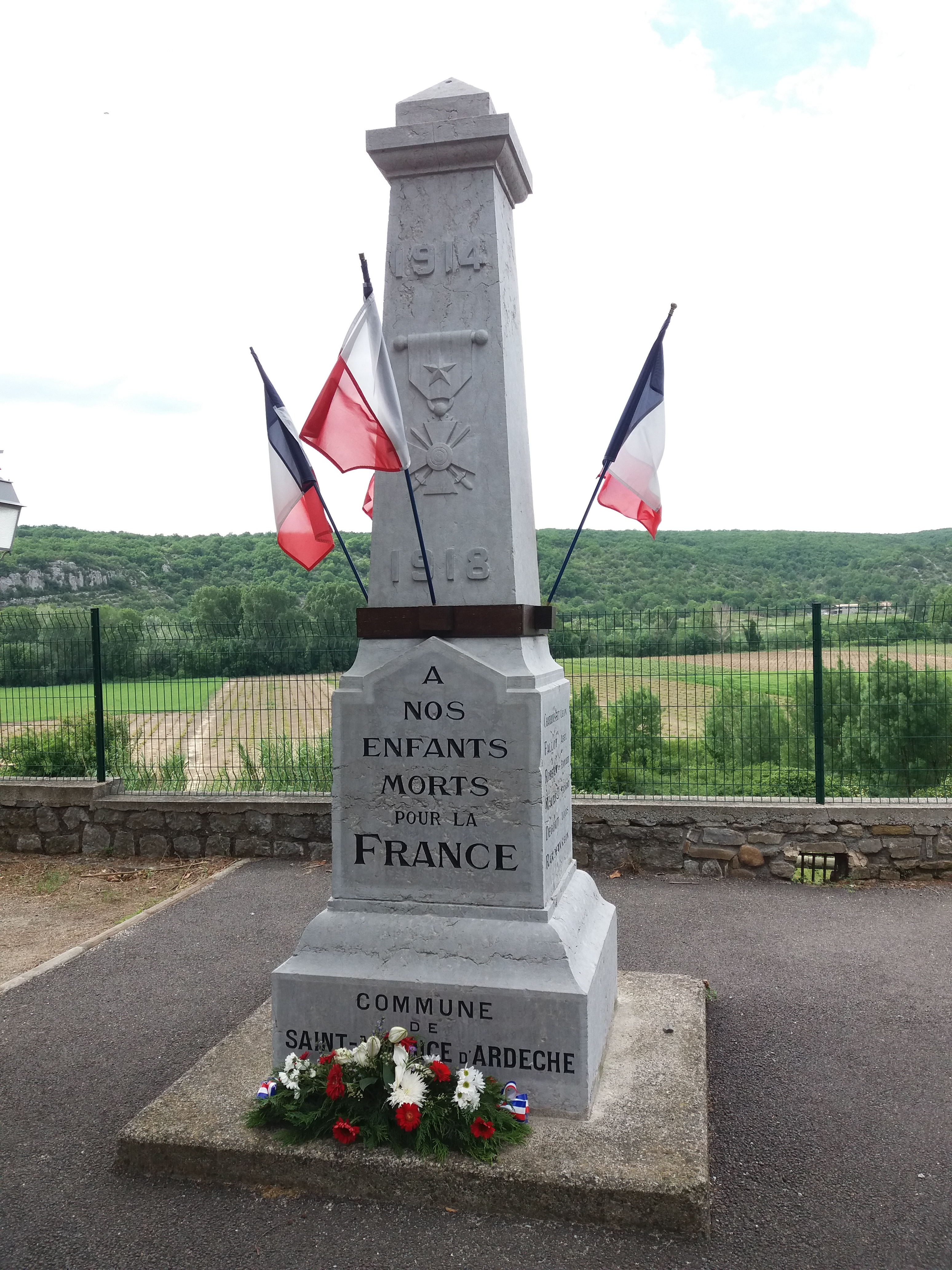
Monument aux morts.
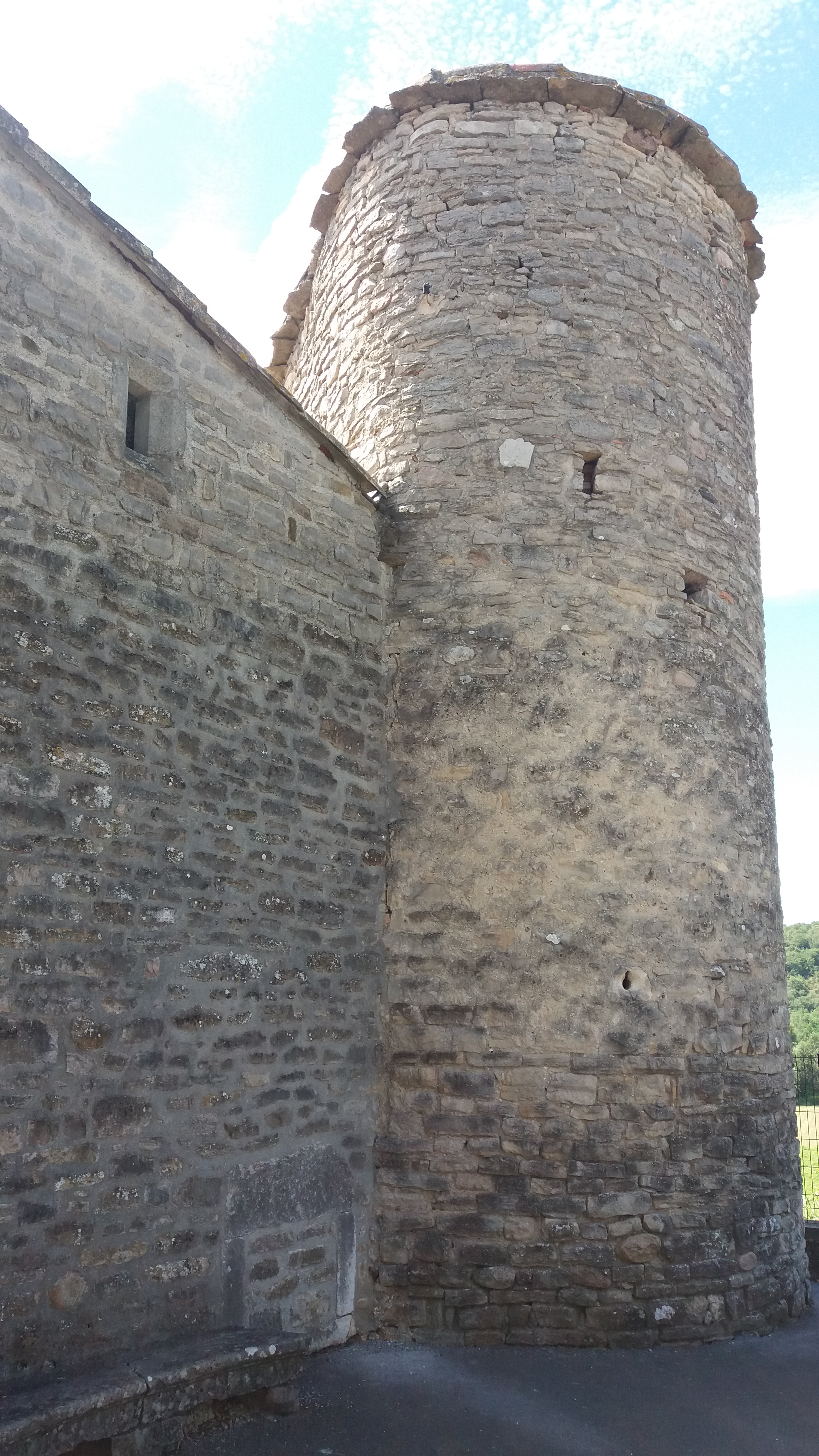
Tour.
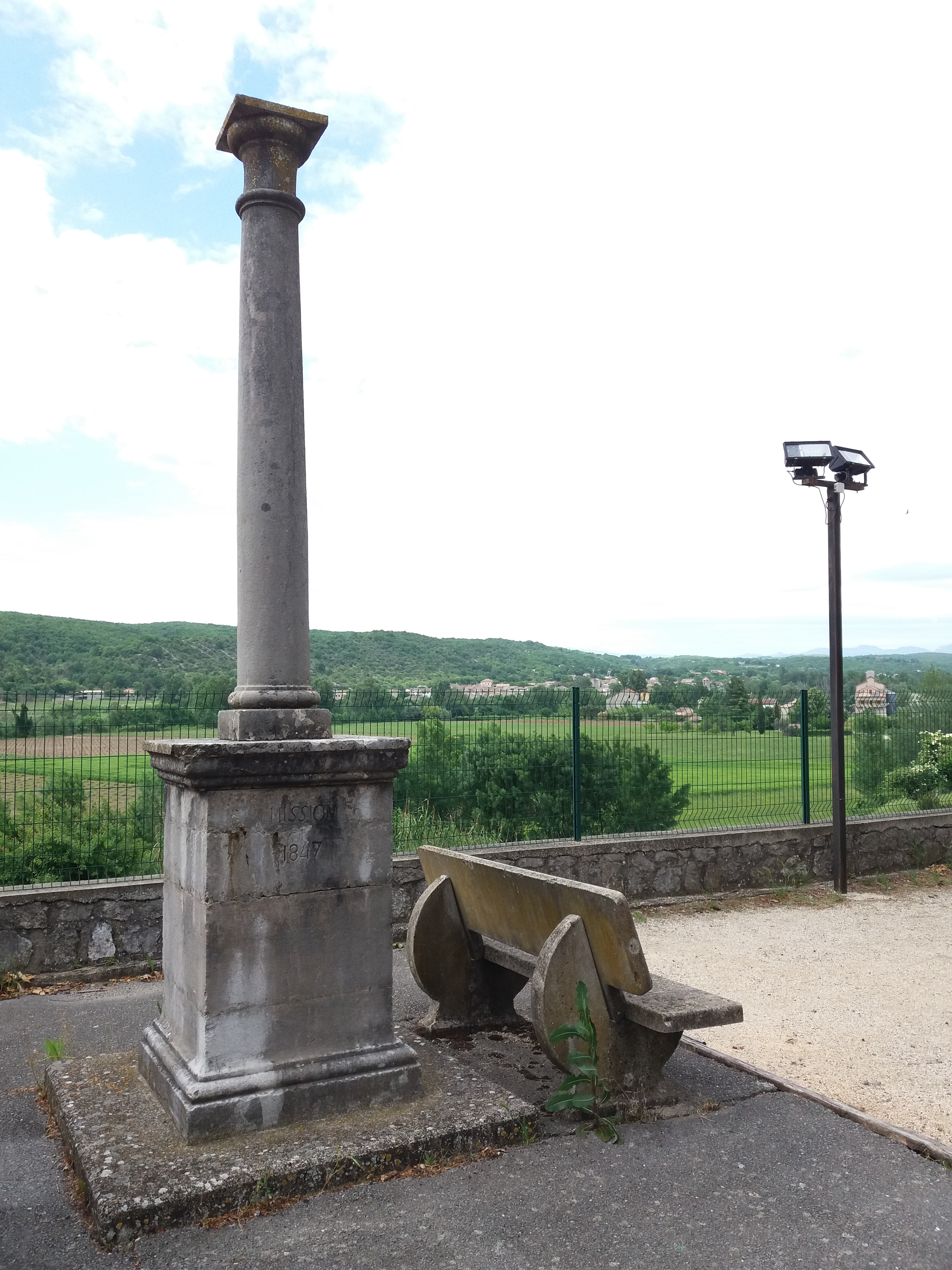
Colonne.

#### Église

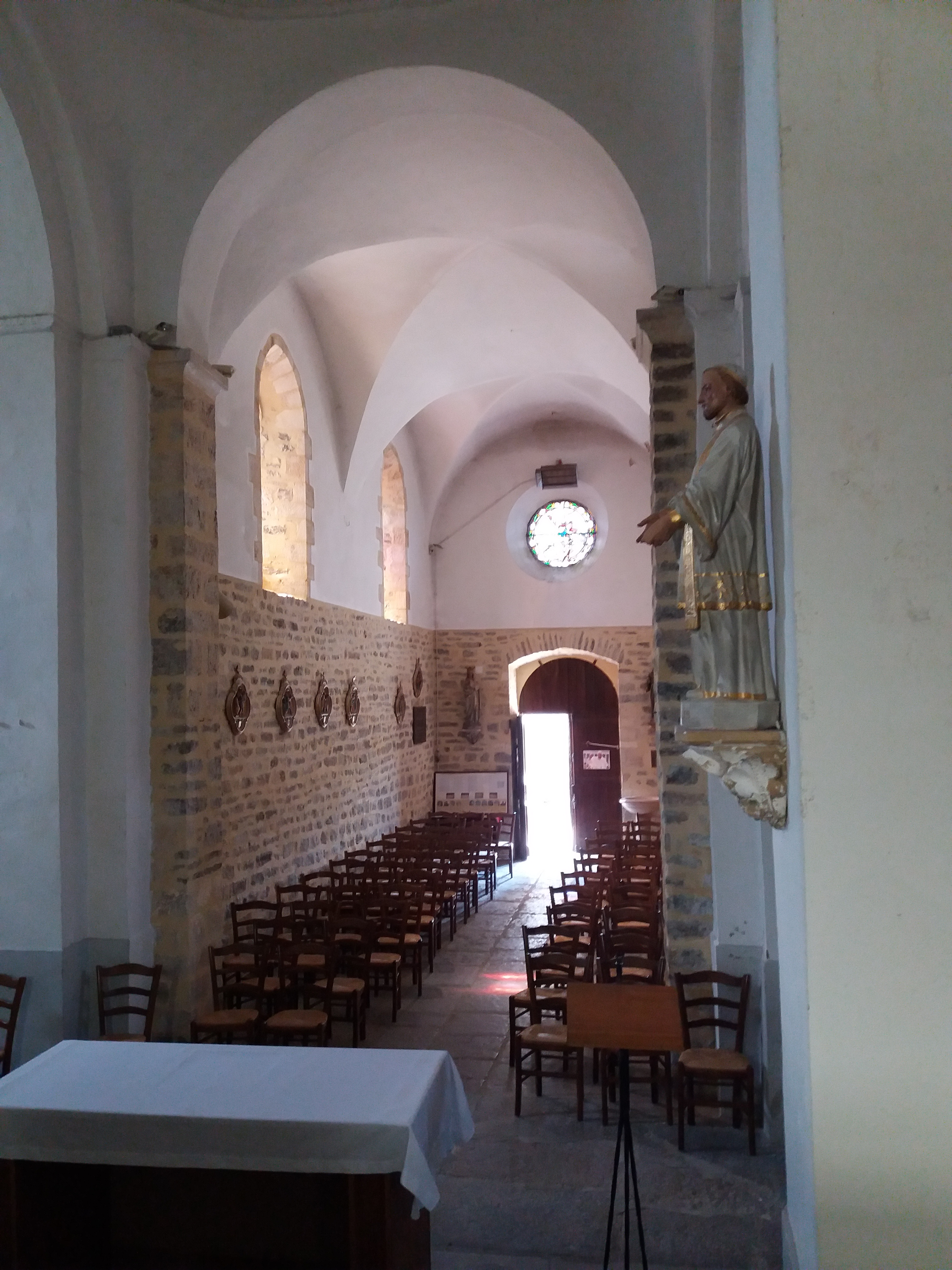
Nef.

L'église Saint-Maurice est une petite église romane qui faisait partie d'un couvent. Elle est composée d'une nef simple, d'un transept et de trois absides. Elle contient aussi deux chapiteaux notables, relatant le supplice de saint Maurice.

Chapiteaux
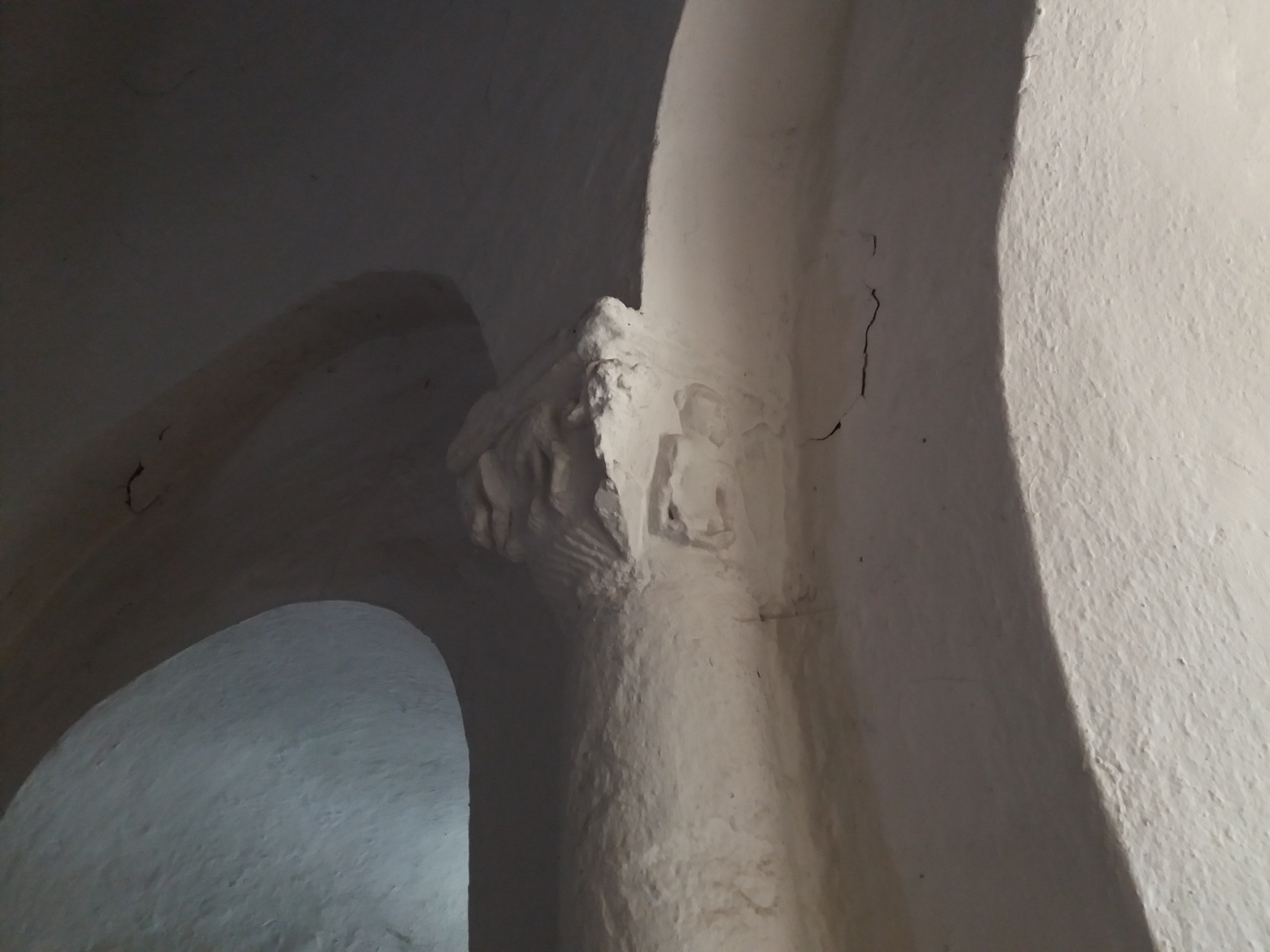
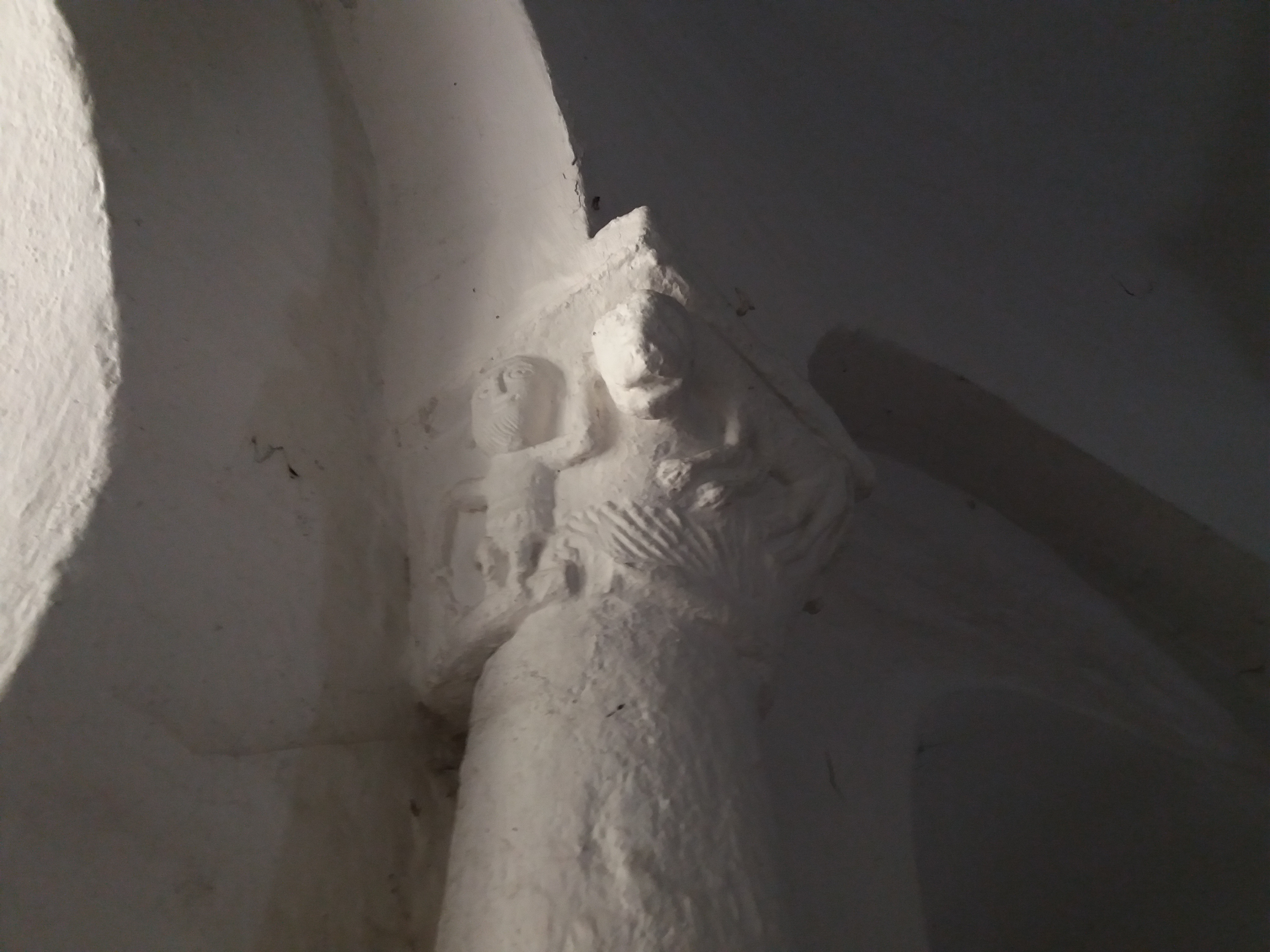

Vitraux
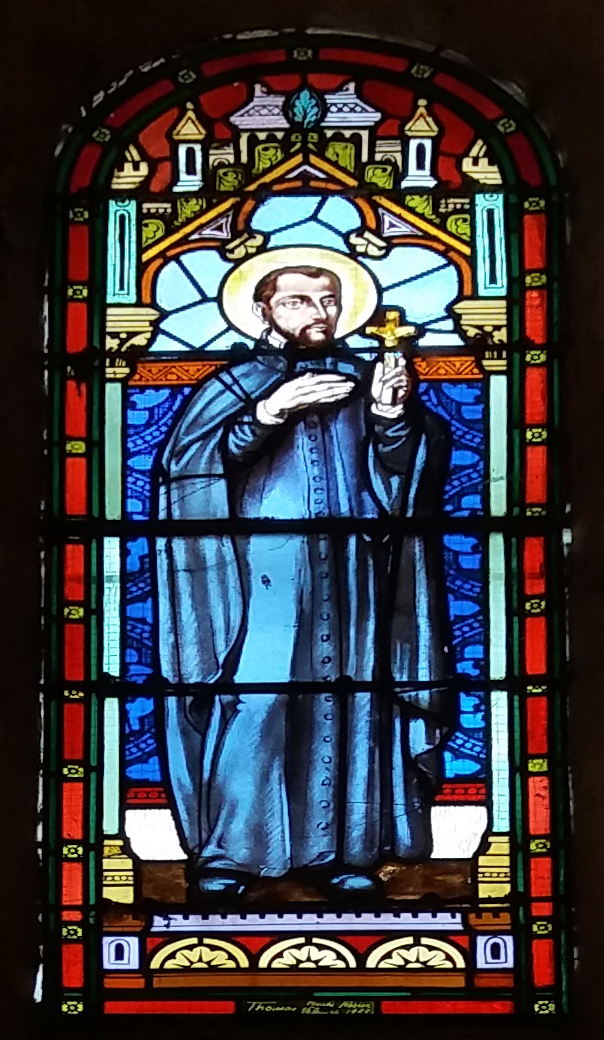
Gauche 1.
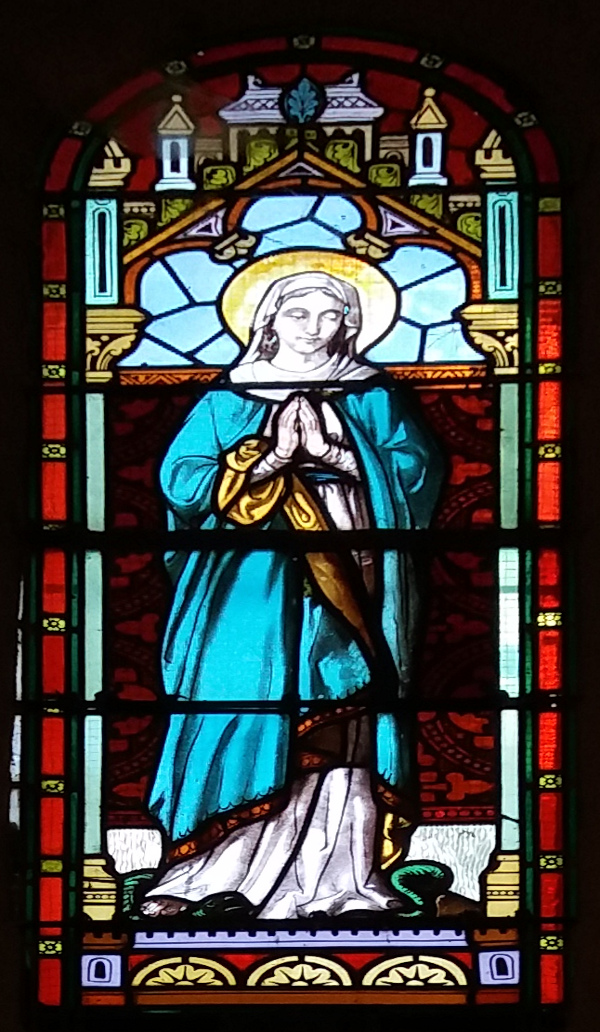
Gauche 2. Vierge Marie
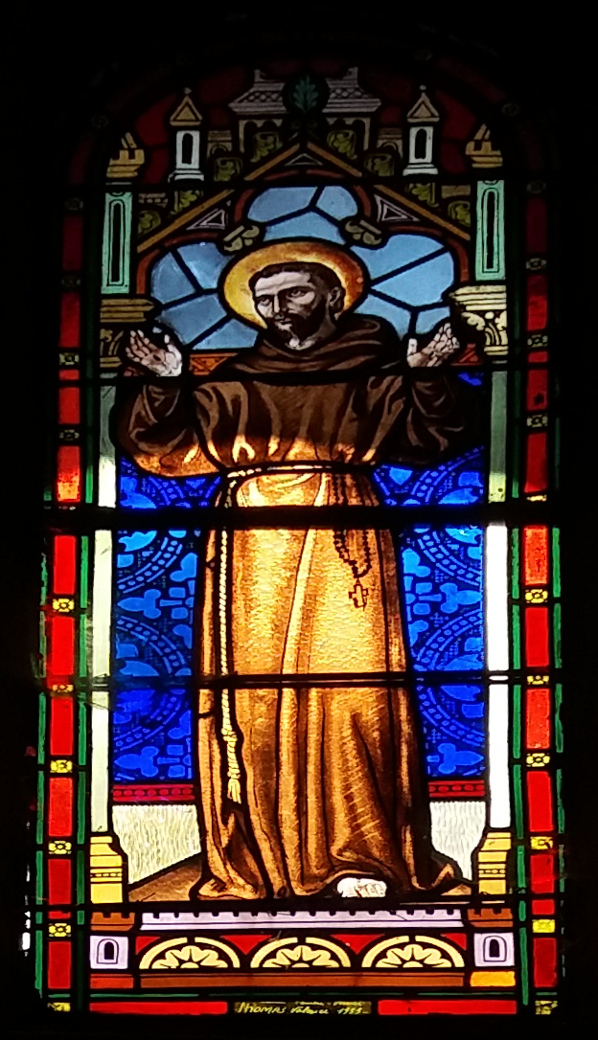
Droit 1. Saint Fançois
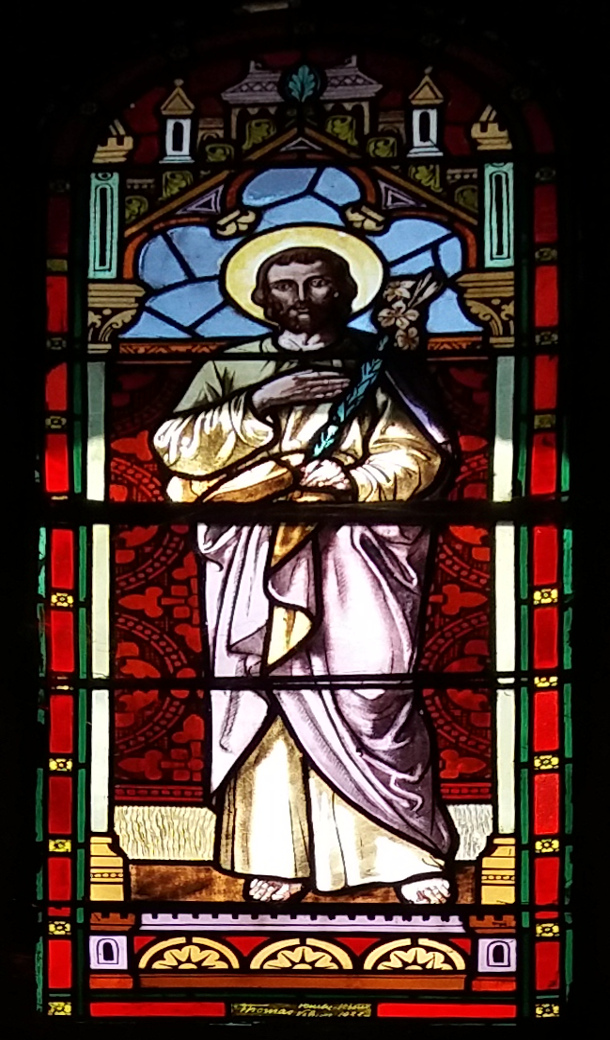
Droit 2. Saint Joseph
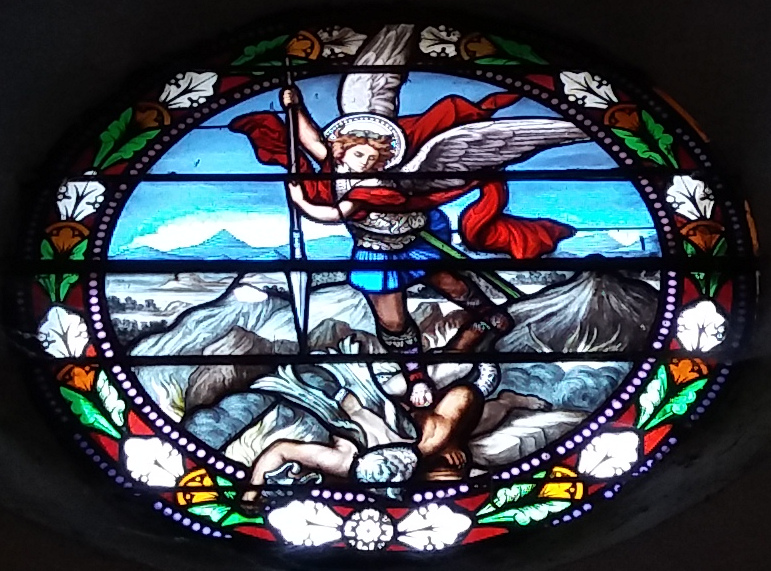
Façade. Saint Michel archange

### Héraldique
|  | Saint-Maurice-d'Ardèche possède des armoiries dont l'origine et le blasonnement exact ne sont pas disponibles. |